# De Historia Stirpium commentarii insignes
Il De Historia Stirpium commentarii insignes (o Commentario notabile della storia delle piante) è un manuale di botanica e medicina pubblicato a Basilea nel 1542 secondo gli studi del medico e botanico tedesco Leonhart Fuchs.

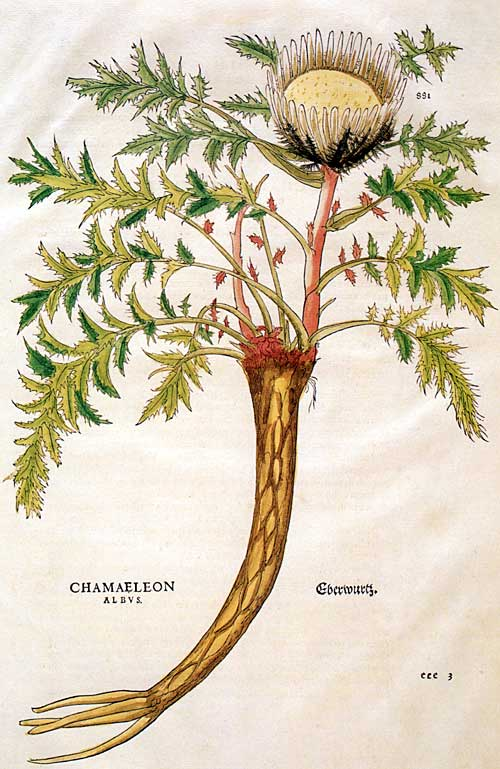
Esemplare di Carlina acaulis definito da Fuchs come Chamaeleon albus.

L'opera venne corredata da una ricca serie di illustrazioni curate da Albrecht Meyer (che realizzò i disegni partendo dalle piante stesse), Heinrich Füllmaurer (che incise i disegni su legno per la xilografia) e da Vitus Rudolph Speckle (che stampò fisicamente i disegni). Esso comprende circa 497 piante e più di 500 illustrazioni xilografiche. Più di 100 delle piante raffigurate nel libro vennero descritte per la prima volta in un trattato specifico. L'Università di Glasgow ha dichiarato che il lavoro rappresenta una vera e propria pietra miliare nel campo. La Stanford University Press l'ha considerato uno dei libri meglio illustrati di tutti i tempi ed un capolavoro del rinascimento tedesco. Sicuramente fu per l'epoca iniziatore di un nuovo standard di qualità ed accuratezza, nonché la prima pubblicazione a comprendere delle piante spiccatamente americane come zucca, mais, tagete, patata e tabacco. Le piante vennero indicate col nome tedesco, greco e latino e talvolta in inglese. Il libro venne inizialmente pubblicato in latino e greco ma venne poco dopo tradotto in tedesco. Durante la vita di Fuchs il libro venne edito in 39 ristampe in olandese, francese, tedesco, latino e spagnolo ed appena 20 anni dopo la sua morte venne tradotto in inglese.